# Phaius luridus
Phaius luridus är en orkidéart som beskrevs av George Henry Kendrick Thwaites. Phaius luridus ingår i släktet Phaius och familjen orkidéer. Inga underarter finns listade i Catalogue of Life.